# Lista de episódios de Geordie Shore
Esta é uma lista de episódios do programa de televisão britânico Geordie Shore, que foi exibido pela primeira vez na MTV em 24 de maio de 2011.

## Resumo
| Temporada | Temporada     | Episódios            | Exibição original       | Exibição original      |
| Temporada | Temporada     | Episódios            | Início                  | Término                |
| --------- | ------------- | -------------------- | ----------------------- | ---------------------- |
|           | 1             | 6                    | 24 de maio de 2011      | 28 de junho de 2011    |
| MM        | 2 (Especiais) | 23 de agosto de 2011 | 30 de agosto de 2011    |                        |
|           | 2             | 8                    | 31 de janeiro de 2012   | 20 de março de 2012    |
|           | 3             | 8                    | 26 de junho de 2012     | 14 de agosto de 2012   |
|           | 4             | 8                    | 6 de novembro de 2012   | 18 de dezembro de 2012 |
|           | 5             | 8                    | 19 de fevereiro de 2013 | 9 de abril de 2013     |
|           | 6             | 8                    | 9 de julho de 2013      | 27 de agosto de 2013   |
|           | 7             | 6                    | 17 de setembro de 2013  | 22 de novembro de 2013 |
|           | 8             | 8                    | 22 de julho de 2014     | 9 de setembro de 2014  |
|           | 9             | 8                    | 28 de outubro de 2014   | 16 de dezembro de 2014 |
|           | 10            | 8                    | 7 de abril de 2015      | 26 de maio de 2015     |
|           | 11            | 10                   | 20 de outubro de 2015   | 22 de dezembro de 2015 |
|           | 12            | 8                    | 15 de março de 2016     | 3 de maio de 2016      |
|           | AB            | 6                    | 10 de maio de 2016      | 14 de junho de 2016    |
|           | 13            | 10                   | 25 de outubro de 2016   | 20 de dezembro de 2016 |
|           | 14            | 12                   | 28 de março de 2017     | 13 de junho de 2017    |
|           | 15            | 9                    | 29 de agosto de 2017    | 17 de outubro de 2017  |
|           | 16            | TBD                  | 9 de janeiro de 2018    | TBA                    |

## Episódios

### 1.ª temporada (2011)
| No. na série | No. na temporada | Título        | Transmissão original | Duração    | Visualizações no UK |
| ------------ | ---------------- | ------------- | -------------------- | ---------- | ------------------- |
| 1            | 1                | "Episódio 1"  | 24 de maio de 2011   | 60 minutos | 635,000             |
| 2            | 2                | "Episódio 2"  | 31 de maio de 2011   | 60 minutos | 578,000             |
| 3            | 3                | "Episódio 3"  | 7 de junho de 2011   | 60 minutos | 650,000             |
| 4            | 4                | "Episódio 4"  | 14 de junho de 2011  | 60 minutos | 610,000             |
| 5            | 5                | "Episódio 5"  | 21 de junho de 2011  | 60 minutos | 691,000             |
| 6            | 6                | "Episódio 6"  | 28 de junho de 2011  | 60 minutos | 634,000             |
| —            | —                | "The Reunion" | 5 de julho de 2011   | 60 minutos | 406,000             |
| —            | —                | "Best Bits"   | 12 de julho de 2011  | 60 minutos | 176,000             |

#### Magaluf Madness
| No. na série | No. na temporada | Título              | Transmissão original | Duração    | Visualizações no UK |
| ------------ | ---------------- | ------------------- | -------------------- | ---------- | ------------------- |
| 7            | 7                | "Magaluf Madness 1" | 23 de agosto de 2011 | 60 minutos | 464,000             |
| 8            | 8                | "Magaluf Madness 2" | 30 de agosto de 2011 | 60 minutos | 490,000             |

### 2.ª temporada (2012)
| No. na série | No. na temporada | Título      | Transmissão original    | Duração    | Visualizações no UK |
| ------------ | ---------------- | ----------- | ----------------------- | ---------- | ------------------- |
| 9            | 1                | Episódio 1  | 31 de janeiro de 2012   | 60 minutos | 499,000             |
| 10           | 2                | Episódio 2  | 7 de fevereiro de 2012  | 60 minutos | 576,000             |
| 11           | 3                | Episódio 3  | 14 de fevereiro de 2012 | 60 minutos | 538,000             |
| 12           | 4                | Episódio 4  | 21 de fevereiro de 2012 | 60 minutos | 596,000             |
| 13           | 5                | Episódio 5  | 28 de fevereiro de 2012 | 60 minutos | 652,000             |
| 14           | 6                | Episódio 6  | 6 de março de 2012      | 60 minutos | 686,000             |
| 15           | 7                | Episódio 7  | 13 de março de 2012     | 60 minutos | 679,000             |
| 16           | 8                | Episódio 8  | 20 de março de 2012     | 60 minutos | 711,000             |
| —            | —                | The Reunion | 27 de março de 2012     | 60 minutos | 304,000             |
| —            | —                | Best Bits   | 3 de abril de 2012      | 60 minutos | —                   |

### 3.ª temporada (2012)
| No. na série | No. na temporada | Título     | Transmissão original | Duração    | Visualizações no UK |
| ------------ | ---------------- | ---------- | -------------------- | ---------- | ------------------- |
| 17           | 1                | Episódio 1 | 2 de junho de 2012   | 60 minutos | 962,000             |
| 18           | 2                | Episódio 2 | 3 de julho de 2012   | 60 minutos | 875,000             |
| 19           | 3                | Episódio 3 | 10 de julho de 2012  | 60 minutos | 1,021,000           |
| 20           | 4                | Episódio 4 | 17 de julho de 2012  | 60 minutos | 819,000             |
| 21           | 5                | Episódio 5 | 24 de julho de 2012  | 60 minutos | 936,000             |
| 22           | 6                | Episódio 6 | 31 de julho de 2012  | 60 minutos | 835,000             |
| 23           | 7                | Episódio 7 | 7 de agosto de 2012  | 60 minutos | 616,000             |
| 24           | 8                | Episódio 8 | 14 de agosto de 2012 | 60 minutos | 991,000             |
| —            | —                | Best Bits  | 21 de agosto de 2012 | 60 minutos | 423,000             |
| —            | —                | Top 10     | 28 de agosto de 2012 | 60 minutos | 135,000             |

### 4.ª temporada (2012)
| No. na série | No. na temporada | Título     | Transmissão original   | Duração    | Visualizações no UK |
| ------------ | ---------------- | ---------- | ---------------------- | ---------- | ------------------- |
| 25           | 1                | Episódio 1 | 6 de novembro de 2012  | 60 minutos | 975,000             |
| 26           | 2                | Episódio 2 | 13 de novembro de 2012 | 60 minutos | 1,005,000           |
| 27           | 3                | Episódio 3 | 20 de novembro de 2012 | 60 minutos | 1,069,000           |
| 28           | 4                | Episódio 4 | 27 de novembro de 2012 | 60 minutos | 941,000             |
| 29           | 5                | Episódio 5 | 4 de dezembro de 2012  | 60 minutos | 1,049,000           |
| 30           | 6                | Episódio 6 | 11 de dezembro de 2012 | 60 minutos | 1,042,000           |
| 31           | 7                | Episódio 7 | 18 de dezembro de 2012 | 60 minutos | 935,000             |
| 32           | 8                | Episódio 8 | 18 de dezembro de 2012 | 60 minutos | 937,000             |

### 5.ª temporada (2013)
| No. na série | No. na temporada | Título     | Transmissão original    | Duração    | Visualizações no UK |
| ------------ | ---------------- | ---------- | ----------------------- | ---------- | ------------------- |
| 33           | 1                | Episódio 1 | 19 de fevereiro de 2013 | 60 minutos | 875,000             |
| 34           | 2                | Episódio 2 | 26 de fevereiro de 2013 | 60 minutos | 797,000             |
| 35           | 3                | Episódio 3 | 5 de março de 2013      | 60 minutos | 862,000             |
| 36           | 4                | Episódio 4 | 12 de março de 2013     | 60 minutos | 857,000             |
| 37           | 5                | Episódio 5 | 19 de março de 2013     | 60 minutos | 877,000             |
| 38           | 6                | Episódio 6 | 26 de março de 2013     | 60 minutos | 902,000             |
| 39           | 7                | Episódio 7 | 2 de abril de 2013      | 60 minutos | 1,017,000           |
| 40           | 8                | Episódio 8 | 9 de abril de 2013      | 60 minutos | 1,073,000           |
| —            | —                | Best Bits  | 16 de abril de 2013     | 60 minutos | 386,000             |